# Pamela Smart
Pamela Ann Smart (gebürtig: Pamela Wojas; * 16. August 1967 in Coral Gables, Florida) ist eine US-Amerikanerin, die 1991 als Komplizin des Mordes an ihrem Ehemann, wegen Verschwörung und Versuch der Anstiftung zur Falschaussage verurteilt wurde.

## Leben

### Frühes Leben
Pamela Wojas wurde im August 1967 als Tochter von John und Linda Wojas in Coral Gables geboren und wuchs in Miami heran. Als sie in der achten Klasse war, zogen ihre Eltern mit ihr nach Derry in den US-Bundesstaat New Hampshire. Hier absolvierte sie die Pinkerton Academy, eine weiterführende Schule, an der sie als Cheerleaderin aktiv war. Smart studierte Kommunikationswissenschaften an der Florida State University. Während ihres Studiums war sie Moderatorin einer Sendung an einem kleinen lokalen Radiosender.
Während der Weihnachtsfeiertage 1986 lernte sie den zwei Jahre älteren Greggory Smart kennen. Im Februar 1987 begann die Beziehung der beiden. Am 7. Mai 1989 heirateten sie. Pamela Wojas nahm den Namen ihres Ehemannes an. 
Nach ihrem Studienabschluss begann Smart als Medienberaterin und Lehrerin an der Winnacunnet High School in der Kleinstadt Hampton in New Hampshire zu arbeiten. Hier lernte die 22-jährige bei Project Self-Esteem, einem Projekt, in dem Schüler auf die Gefahren bei Drogenmissbrauch sensibilisiert werden, den 15 Jahre alten William "Billy" Flynn kennen. Bald begannen die beiden eine geheime Beziehung, die ebenfalls sexueller Natur war.
Ende 1989 begann die Ehe der Smarts eine Krise zu durchleben. Ob Greggory Smart, der mittlerweile als Broker sein Geld verdiente, wirklich mit einer anderen Frau fremdging, blieb unklar.

### Mord
Am 1. Mai 1990, sechs Tage vor ihrem ersten Hochzeitstag, meldete sich Pamela Smart bei der Polizei. Nach der Arbeit sei sie nach Hause gekommen und habe ihren Ehemann tot aufgefunden. Die Polizei fuhr zur Eigentumswohnung der Smarts, wo sie den Leichnam des 24 Jahre alten Greggory Smart fanden. Dieser war mit einer Waffe hingerichtet worden. Pamela Smart beschuldigte sofort Billy Flynn, den Mord begangen zu haben. Dieser sagte, er habe die Tat nicht alleine ausgeführt, sondern zusammen mit drei etwa gleichaltrigen Freunden, Patrick Randall, Vance Lattime und Raymond Fowler. Während der Ermittlungen brachte der Vater von Vance Lattime seine 38-kalibrige Pistole auf die Polizeistation, die später als Mordwaffe festgestellt werden konnte.
Billy Flynn gab zu Protokoll, er habe den Mord im Auftrag von Pamela Smart begangen. Diese habe damit gedroht, nie wieder mit ihm schlafen zu wollen, wenn er ihren Ehemann nicht töten würde. Dies bestritt Pamela Smart jedoch in den ersten Zeugeneinvernahmen.
Am 14. Mai 1990 fand die Polizei heraus, dass Cecelia Pierce, eine Freundin von Pamela Smart, ebenfalls vom Mordplan gewusst haben könnte. Pierce, die dies bestätigen musste, wurde mit einem Abhörgerät verwanzt, mit der Hoffnung, durch gezielte Fragen und Gespräche Pamela Smart inkriminierendes entlocken zu können. Der Plan der Ermittler ging auf.
Am 1. August 1990 nahm die Polizei Pamela Smart am Parkplatz der Winnacunnet High School fest; sie wurde daraufhin ins New Hampshire State Prison for Women in Goffstown eingewiesen.

### Prozess
Der Prozess gegen Pamela Smart war Anfang der 1990er Jahre ein Medienereignis, da es eines der ersten Verfahren war, bei dem Fernsehkameras im Gerichtssaal zugelassen waren. Er wurde am 4. März 1991 in Rockingham eröffnet.
Die Staatsanwaltschaft bemühte sich Smart als Kopf der Intrige gegen ihren Ehemann zu inszenieren und die vier Jugendlichen als naive Opfer. Smart habe Flynn verführt und ihn dann gebeten, ihren Mann zu ermorden, um sowohl eine teure Scheidung zu vermeiden und auf der anderen Seite 140.000 Dollar an Lebensversicherung kassieren zu können. Smart wiederum gab an, die Initiative zum Mord sei ausschließlich von Billy Flynn ausgegangen. Sie habe ihm gesagt, die Beziehung zu ihm beenden zu wollen, da sie gewillt sei, ihre Ehe mit Greggory reparieren zu wollen. Billy, der als Zeuge vor Gericht aussagte, gab zu Protokoll, er habe sich in Pamela verliebt, und er hätte alles für die Frau gemacht, mit der er zum ersten Mal geschlafen habe.
Der Prozess gegen Pamela Smart dauerte 14 Verhandlungstage. Am 22. März 1991 wurde sie zu lebenslanger Freiheitsstrafe wegen Komplizenschaft eines Mordes, einer Verschwörung zum Begehen eines Mordes und Zeugenbeeinflussung verurteilt. Auf den Tonbandaufzeichnungen, die Cecilia Pierce, ihre Freundin, in Zusammenarbeit mit der Polizei anfertigen ließ, habe Smart Pierce angestiftet, vor der Polizei zu lügen. Auch habe sie nie erkennbaren Willen gehabt, ihre Ehe mit Greggory zu reparieren.

### Urteil der Mitverschwörer
Billy Flynn wurde 1992 wegen Mordes zweiten Grades zu einer lebenslangen Freiheitsstrafe verurteilt. Er wurde im Maine State Prison in Warren im US-Bundesstaat Maine inhaftiert. Hier zeigte er von Anfang an ein kooperatives und vorbildliches Verhalten. Er erwarb seinen GED, absolvierte eine Lehre zum Elektriker und war auch an karitativen und sozialen Projekten im Gefängnis beteiligt. 2007, nach 16 Jahren im Gefängnis, beantragte er Strafmilderung. Er habe mittlerweile dieselbe Zeit seines Lebens im Gefängnis zugebracht, wie in Freiheit. Auch schrieb er einen Brief an Greggory Smarts Eltern und bat um Verzeihung. Sein erstes Gnadengesuch wurde am 12. Februar 2008 abgelehnt. Im Juli 2014 wurde Flynn in ein Gefängnis mit Freigang überstellt; hier konnte er tagsüber das Gefängnis verlassen, um einer Arbeit nachzugehen.
Am 12. März 2015 wurde Billy Flynns Fall schließlich erneut vor der Begnadigungskommission verhandelt. Dieses Mal hatte er jedoch Glück. Am 4. Juni 2015, 25 Jahre und einen Monat nach dem Mord an Greggory Smart wurde er schließlich aus dem Gefängnis entlassen. Allerdings hat er sich lebenslang an Bewährungsauflagen zu halten.
Patrick Randall, der zusammen mit Billy Flynn ins Haus der Smarts eingestiegen war und mit Billy den Mord an Gregg Smart begangen hatte, wurde wegen Mordes ebenfalls zu einer lebenslangen Freiheitsstrafe verurteilt. Auch er wurde im Maine State Prison inhaftiert. Wie Billy Flynn verbrachte er 25 Jahre seines Lebens im Gefängnis und wurde ebenfalls am 4. Juni 2015 aus dem Gefängnis entlassen.
Vance Lattime war lediglich Komplize und saß im Auto vor dem Haus der Smarts, als Billy und Patrick den Mord begingen. Er wurde daher zwar auch zu einer lebenslangen Freiheitsstrafe verurteilt, aber bereits 2005, nach 15 Jahren im Gefängnis, entlassen.
Auch Raymond Fowler, der im Auto gewartet hatte, musste 13 Jahre seines Lebens ins Gefängnis. 2003 wurde er zunächst entlassen, aber 2004 wegen der Verletzung von Bewährungsauflagen erneut verhaftet. Seine zweite Entlassung erfolgte im Juni 2005.

### Schicksal von Pamela Smart
Wie Billy Flynn und Patrick Randall wurde auch Pamela Smart in einen anderen US-Bundesstaat verlegt und sitzt seit dem Jahr 1992 im Bedford Hills Correctional Facility for Women in Bedford Hills im US-Bundesstaat New York ein. Die Gründe für die Verlegung sind bis heute unklar. Allerdings spielen Sicherheitsaspekte eine Rolle.
Pamela Smart zeichnete sich im Gefängnis durch ihr vorbildliches Verhalten aus. Sie unterrichtete Insassinnen und nahm Kurse in Literatur und Rechtswissenschaften am Mercy College. Dadurch erwarb sie ihren Master. Auch wurde sie Mitglied in der feministischen National Organization for Women und machte sich unter anderem für die Rechte von Frauen in Gefängnissen stark.
Im Oktober 1996 wurde sie von zwei Mitgefangenen, Mona Graves und Ghania Miller, schwer geschlagen. Sie erlitt eine gebrochene Nase und eine gebrochene Augenhöhle, weshalb ihr eine Plastikplatte in die linke Gesichtshälfte eingesetzt werden musste. Angeblich habe Pamela Smart die geheime Liebesbeziehung der beiden Frauen zueinander entdeckt. 
2003 wurden im National Enquirer Fotos einer leicht bekleideten Pamela Smart veröffentlicht. Smart reichte Klage gegen das Gefängnis ein, die jedoch abgewiesen wurde. 2004 reichten Smart und eine Mitgefangene, Carolyn Warmus, erneut Klage gegen das Gefängnis ein. Beide Frauen behaupteten, Justizvollzugsbeamten hätten sie sexuell belästigt. Auch habe ein Beamter Smart genötigt, halbnackt zu posieren und dann gegen ihren Willen die Fotos zu veröffentlichen. Der Prozess erstreckte sich über 5 Jahre. Im November 2009 fällte ein Gericht des US-Bundesstaats New York ein Urteil zu Gunsten von Pamela Smart. 23.875 Dollar wurden ihr zugesprochen, von denen sie nur 8.750 Dollar erhielt; ihr Anwalt erhielt den Rest.
Bis heute haben die Behörden und zuständigen Stellen eine Begnadigung von Pamela Smart abgelehnt, so zuletzt im März 2023 der Oberste Gerichtshof von New Hampshire. Die Anwälte von Pamela Smart hatten ihn gebeten, die Entscheidung von Chris Sununu, dem Gouverneur von New Hampshire zurückzunehmen, der eine Begnadigung abgelehnt hatte.

## Verfilmung und Medienrezeption
Die Geschichte um Pamela Smart wurde bereits 1991 unter dem Titel Mord in New Hampshire (Murder in New Hampshire: The Pamela Wojas Smart Story) verfilmt. Als Hauptdarsteller konnten Oscarpreisträgerin Helen Hunt als Pamela Smart und Chad Allen in der Rolle des Billy Flynn gewonnen werden.
1995 entstand der Film To Die For mit Nicole Kidman in der Hauptrolle. Darin wird der Fall um Pamela Smart leicht abgewandelt und mit geänderten Namen der Charaktere nacherzählt.
Auch basiert die Handlung einer Episode der zweiten Staffel von Law & Order auf den Fall Pamela Smart.
Zusätzlich wurde der Fall in unzähligen semidokumentarischen Reportagen nacherzählt.